# Messa pretridentina
Per messa pretridentina si intendono quelle forme storiche della celebrazione eucaristica esistenti nella Chiesa latina prima del 1570, l'anno in cui, con la bolla pontificia Quo primum tempore, il papa Pio V rese obbligatorio l'uso del Messale Romano, da lui rivisto, fuori di quei luoghi e quegli istituti religiosi i cui riti potessero dimostrare un'antichità di almeno duecento anni.

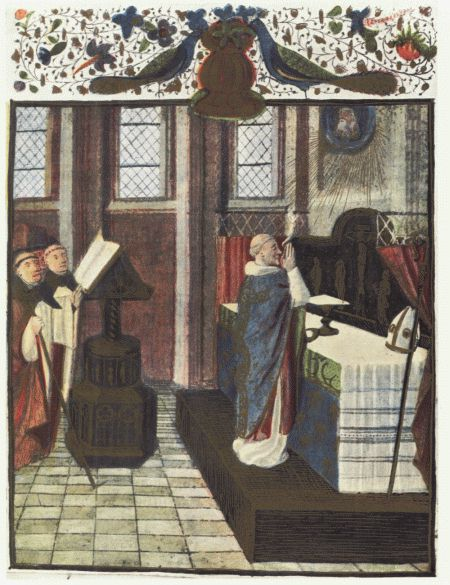
Messa pontificia (quattrocentesco messale nel British Museum)

Fu proprio su richiesta presentata dal Concilio di Trento (1545-1563) nella sua sessione finale che Pio V fece, nel 1570, tale revisione del messale di rito romano, la cui celebrazione eucaristica prese, proprio per questo motivo, il nome di messa tridentina.
Oltre al rito romano, erano molteplici le usanze e le tradizioni liturgiche in uso prima del 1570, anche in Occidente: ogni provincia ecclesiastica, e quasi ogni diocesi aveva il suo rito, come quello di Sarum in Inghilterra. Alcune messe, o meglio riti messali, propriamente detti pretridentini, sopravvissero persino dopo il suddetto concilio, ad esempio in aree anglicane e luterane fino a quando il culto passò al volgare. In qualche area luterana furono conservate per ancora due secoli, perché le liturgie corali venivano cantate da scolari che stavano imparando il latino.

## Prima narrazione romana
La prima narrazione superstite della celebrazione a Roma della messa è di san Giustino martire (morto intorno al 165), nel capitolo 67 della sua Prima Apologia:
Nel capitolo 65, Giustino dice che il bacio della pace si dava prima che il pane e il vino mescolato con acqua fossero portati al "preposto dei fratelli". A Roma si usava inizialmente come lingua liturgica il greco prima di passare al latino, fatta eccezione in particolare per la parola ebraica "Amen", di cui Giustino spiega il significato in greco: γένοιτο.
Inoltre, nel capitolo 66, dichiara: "Questo cibo è chiamato da noi Eucaristia, e a nessuno è lecito parteciparne, se non a chi crede che i nostri insegnamenti sono veri, si è purificato con il lavacro per la remissione dei peccati e la rigenerazione, e vive così come Cristo ha insegnato. Infatti, noi li prendiamo non come pane comune e bevanda comune; ma come Gesù Cristo, il nostro Salvatore incarnatosi, per la parola di Dio, prese carne e sangue per la nostra salvezza, così abbiamo appreso che anche quel nutrimento, consacrato con la preghiera che contiene la parola di Lui stesso e di cui si nutrono il nostro sangue e la nostra carne per trasformazione, è carne e sangue di quel Gesù incarnato".

## Adozione del latino nella liturgia romana
Non è chiaro quando la lingua della celebrazione eucaristica romana sia cambiata dal greco al latino. La latinizzazione delle comunità cristiane occidentali iniziò nella seconda metà del II secolo e nel corso del III secolo diede origine a una fitta unità linguistica cristiana in Occidente; ma la liturgia, in particolare la liturgia eucaristica a Roma, rimase greca fino al IV secolo avanzato. I primi cristiani a Roma provenivano principalmente dall'Oriente e parlavano greco. La fondazione di Costantinopoli nel 330 naturalmente attirò tali persone alla nuova capitale dell'impero romano piuttosto che a Roma, dove il cristianesimo iniziò poi a diffondersi tra la popolazione romana e finalmente la maggior parte dei cristiani parlava latino, motivo per cui nel IV secolo fu cambiata la lingua della liturgia, prima in una chiesa, poi in altre, finché l'uso della liturgia greca fu cacciato.

## Prime modifiche
Prima del pontificato di papa Gregorio I (590–604), il rito della messa romana subì molte modifiche, tra cui una "completa rifusione del canone" (termine che in questo contesto significa anafora (liturgia) ossia preghiera eucaristica),, riduzione del numero delle letture della Scrittura, omissione delle preghiere dei fedeli (lasciando però l'"Oremus" che una volta le introduceva), spostamento del bacio della pace a dopo la Consacrazione, e aumento della tendenza a variare, in riferimento alla festa o al tempo, le preghiere, il prefazio e perfino il canone.
Per quanto riguarda il Canone romano, le preghiere Te igitur, Memento Domine e Quam oblationem erano in uso già nel 400, anche se non con la stessa formulazione odierna; nel V o nel VI secolo furono aggiunte le Communicantes, Hanc igitur, Memento etiam e Nobis quoque.
Papa Gregorio I fece una revisione generale della liturgia della messa, "togliendo molte cose, cambiando poche, aggiungendo alcune", come scrive il suo biografo, Giovanni di Montecassino. Gli viene attribuito il merito di aver aggiunto le parole diesque nostros in tua pace disponas all'Hanc igitur e ha posto il Padre Nostro subito dopo il Canone, prima della frazione.

## Modifiche medievali
Verso la fine dell'VIII secolo Carlo Magno ordinò che il rito romano della messa fosse usato in tutti i suoi domini. Tuttavia, alcuni elementi dei precedenti riti gallicani furono fusi con esso a nord delle Alpi e il risultante rito misto fu introdotto a Roma sotto l'influenza degli imperatori succeduti a Carlo Magno. L'influenza gallicana è responsabile dell'introduzione nel rito romano di cerimonie drammatiche e simboliche come la benedizione di candele, ceneri, palme e gran parte del rituale della Settimana Santa.
Timothy Thibaudeau osserva: "Nel secolo dal 962 al 1050 circa, i riti e le cerimonie della chiesa di Roma furono superati dagli elementi franchi e germanici importati in Italia dai monaci cluniacensi e dagli imperatori tedeschi. L'intrinseca austerità della liturgia romana fu improvvisamente sopraffatta dagli elementi drammatici ed emotivi delle liturgie franco-germaniche della corte ottoniana, prima introdotte nella città di Roma quando Ottone I vi giunse per la sua incoronazione imperiale nell'inverno del 962".
Si attribuisce all'influsso dell'imperatore Enrico II (1002–1024) la recita nella messa romana del Credo niceno. L'influsso gallicano spiega la pratica di incensare le persone, introdotta nell'XI o nel XII secolo: prima si bruciava l'incenso solo durante le processioni (l'ingresso e la processione del Vangelo)». Un'altra novità erano le preghiere private che il sacerdote doveva recitare prima della comunione. All'offertorio furono aggiunti intorno al XIII secolo un elaborato rituale e ulteriori preghiere di origine francese. Precedentemente l'unica preghiera che il sacerdote diceva a questo punto era la segreta. Le preghiere aggiunte variarono considerevolmente fino a quando non furono fissate nel Messale Romano di papa Pio V nel 1570. Altre novità introdotte dallo stesso papa nel passaggio alla messa tridentina erano le iniziali Preghiere ai piedi dell'altare, precedentemente dette per lo più in sacrestia o durante la processione all'altare come parte della preparazione del sacerdote, e inoltre tutto ciò che segue l'Ite missa est nella sua edizione (1570) del Messale Romano segue l'Ite missa est. Le edizioni successive del Messale Romano abbreviarono questa parte omettendo il Cantico dei tre fanciulli, seguiti da altre preghiere, che nell'edizione di Pio V il sacerdote diceva allontanandosi dall'altare.
Attorno all'XI secolo fece la sua comparsa il Missale plenum, nato dall'esigenza di raggruppare in un unico libro diversi volumi: il sacramentario con le orazioni, l'evangeliario, il lezionario e l'epistolario con le letture della Santa Scrittura, il graduale o l'antifonario con i canti. Lentamente nel corso dei secoli i manoscritti integrarono tutte queste parti della Messa in un unico libro. I Francescani, apparsi nel XIII secolo, adottarono e fecero conoscere ampiamente la messa della Curia romana, che diventò base dei messali pretridentini e della riforma tridentina.
Dopo l'invenzione della stampa apparirono, prima del testo di Pio V del 1570, almeno 14 diverse stampe, prodotte a Milano, Venezia, Parigi e Lione, che pretendevano di presentare il testo della messa celebrata a Roma e che quindi portavano il titolo di "Messale romano". Il testo di Pio V, reso obbligatorio ad eccezione di alcune diocesi e ordini religiosi, gradualmente stabiliva l'uniformità all'interno della Chiesa latina al posto delle variazioni regionali, dando origine al periodo di 400 anni in cui la Messa di rito romano assunse la forma oggi nota come la messa tridentina.